# Holland's Got Talent (seizoen 11)
Het elfde seizoen van Holland's Got Talent, een Nederlandse talentenjacht, wordt in het najaar van 2020 uitgezonden door RTL 4. Dit seizoen wordt op de zaterdagavond uitgezonden.
Het elfde seizoen van Holland's Got Talent wordt vanwege het coronavirus in aangepaste vorm opgenomen: de audities, halve finales en de finale vinden voor het eerst plaats in een studio zonder fysiek publiek. Het publiek kijkt elders naar de audities, halve finales en de finale. Omdat het hele seizoen inclusief de halve finales en finale van tevoren werd opgenomen nam het publiek tevens het stemmen van de kijkers tijdens de halve finales en de finale over. Hiermee was dit het eerste seizoen waarbij de kijkers niet konden meestemmen tijdens deze rondes. Dan Karaty zal dit seizoen vervangen worden door Ali B, omdat Amerikanen vanwege het coronavirus niet naar Nederland mogen reizen en Karaty in Amerika woonachtig is. 
De presentatie en jury blijft verder ongewijzigd bestaan uit Humberto Tan, Chantal Janzen, Angela Groothuizen en Paul de Leeuw. De winnaars van het elfde seizoen waren Tommy & Rowan. Tommy & Rowan wonnen een cheque van 50.000 euro.